# Mageina Tovah
Mageina Tovah est une actrice américaine, née le 26 juin 1979 à Honolulu (Hawaï).

## Biographie
Tovah née à Honolulu, Hawaï, le 26 juin 1979. Elle et sa famille déménagent à Clarksville, puis à Nashville.
Elle étudie au lycée Martin Luther King Junior Magnet High School et a son diplôme à l'âge de 16 ans. Elle prend ensuite des cours au California Institute of the Arts et obtient également un diplôme.
Elle déménage à New York, puis à Los Angeles.

## Carrière
De 2003 à 2005, Tovah interprète le rôle récurrent de Glynis Figliola dans la série télévisée Joan of Arcadia. Elle apparaît également dans d'autres séries télévisées telles que Buffy contre les Vampires, NYPD Blue, Six Feet Under, The Shield, Cold Case : Affaires classées, Preuve à l'appui, American Horror Story, Private Practice et The Magicians.
Tovah joue notamment dans les films Bob l'Éponge le film, Dark Heart, Failure to Launch, Bickford Shleckler's Cool Ideas, et incarne le rôle récurrent d'Ursula Ditkovich dans la saga Spider-Man de Sam Raimi.
Tovah apparaît aussi dans le clip vidéo de Christina Aguilera, Beautiful.

## Filmographie

### Cinéma
- 2001 : Virus Man : une jeune fille
- 2002 : Dine & Shine
- 2002 : Reflections of Evil
- 2003 : Hope Abandoned : une femme de ménage (court-métrage)
- 2002 : Y.M.I. : Nevermore
- 2004 : Spider-Man 2 : Ursula Ditkovich
- 2004 : Sleepover : une fille au téléphone
- 2004 : Bob l'éponge, le film : Usher
- 2004 : Do Geese See God? : Rose Vendor (court-métrage)
- 2005 : Waterborne : Lillian
- 2006 : Playboy à saisir : Barista
- 2006 : Dark Heart : Jessica
- 2006 : Bickford Shmeckler's Cool Ideas de Scott Lew : Sam
- 2007 : Spider-Man 3 : Ursula Ditkovich
- 2007 : Live! : Kelly
- 2008 : The Walking Wounded : Sadie (court-métrage)
- 2008 : Dream from Leaving
- 2012 : Neighbors : Sara Jerritt (court-métrage)
- 2012 : The Factory : Brittany
- 2013 : Decoding Annie Parker de Steven Bernstein (en) : Ellen
- 2015 : Suburban Memoir : Madame R (court-métrage)
- 2016 : No Stranger Pilgrims : Olivia (court-métrage)
- 2016 : Hux : Hux (court-métrage)
- 2016 : Eliza Sherman's Revenge : Jodi Kromwell

### Télévision
- 2001 : The Guardian : Debbie (1 épisode "Feeding Frenzy")
- 2001 : Buffy contre les Vampires : fille Jonesing (1 épisode "Wrecked")
- 2002 : NYPD Blue : Anne Knepper (1 épisode "Half-Ashed")
- 2003 : The Pool at Maddy Breaker's : Louise (téléfilm)
- 2003 : Six Feet Under : la fille aux cheveux roses (1 épisode "The Eye Inside")
- 2003 : Boston Public (1 épisode "Chapter Sixty-One")
- 2003–2005 : Joan of Arcadia : Glynis Figliola (23 épisodes)
- 2004–2008 : The Shield : Farrah (2 épisodes)
- 2004 : La Vie avant Tout : Trinity (1 épisode "Omissions")
- 2005 : Preuve à l'appui : Laura Bennett (1 épisode "Death Goes On")
- 2006 : In from the Night : Priscilla Miller (téléfilm)
- 2006 : Half & Half : Ginny (1 épisode: "The Big Diva Down Episode")
- 2006 : Cold Case : Affaires classées : Crystal Eckersdorf (1 épisode: "Joseph")
- 2007 : Standoff : Gwen Keegan (1 épisode "Road Trip")
- 2007 : Private Practice : Rebecca Hobart (1 épisode "In Which Addison Has a Very Casual Get Together")
- 2009 : Bones : Madame Nina (1 épisode "Double Trouble in the Panhandle")
- 2009 : Lie to Me : Natalie (1 épisode "Blinded")
- 2010 : Southland : Misty (1 épisode "Maximum Deployment")
- 2010–2011 : Hung : Christina (3 épisodes)
- 2010 : Chase : Missy (1 épisode "Above the Law")
- 2011 : Breakout Kings : Jill Kincaid (1 épisode: "Collected")
- 2011 : Mentalist : Constance (1 épisode "Rhapsody in Red")
- 2011 : American Horror Story : Murder House : Bianca (1 épisode "Home Invasion")
- 2012 : Shameless : Kim Furtado (1 épisode "I'll Light a Candle for You Every Day")
- 2012 : The Finder : Joyce Weatherby (1 épisode "The Inheritance")
- 2012 : Les Experts : Eva Mason (1 épisode "Reignited")
- 2012 : Obama : What He's Done : elle-même (téléfilm)
- 2013 : Scandal : Molly Ackerman (2 épisodes)
- 2015 : How to Get Away with Murder : Jolene Samuels (1 épisode "Mama's Here Now")
- 2015 : You're the Worst : Amy Cadingle (5 épisodes)
- 2016 : Castle : Veronica Harris (1 épisode "G.D.S.")
- 2016–2020 : The Magicians : Zelda, une libraire (20 épisodes)
- 2022 : The Lincoln Lawyer : Wren Williams (1 épisode)